# شركة جيغسو (أفكار جوجل)
شركة جيغسو (افكار غوغل) Jigsaw LLC (Google Ideas)  هي حاضنة تقنية أنشأتها شركة Google . وهي حاليًا تحت إدارة Google  وتستخدم للعمل كفرع مستقل لشركة Alphabet Inc.  يقع مقر جيغسو في مدينة نيويورك، وهو مكرس لفهم التحديات العالمية وتطبيق الحلول التكنولوجية، من «مكافحة التطرف» والرقابة على الإنترنت والهجمات الإلكترونية، إلى حماية الوصول إلى المعلومات. جاريد كوهين الذي كان يعمل سابقًا في لجنة تخطيط السياسات في وزارة الخارجية الأمريكية هو الرئيس التنفيذي للشركة، وكان سابقًا مؤسسًا مشاركًا ومديرًا لـ Google Ideas.

## تاريخ الشركة

### أفكار جوجل
عام 2010، اتصل إريك شميدت بجاريد كوهين لقيادة شركة تسمى أفكار جوجل، باعتبارها «مؤسسة تفكير / عمل» للبحث في القضايا عند تقاطع التكنولوجيا والجغرافيا السياسية، وعمل على مشاريع تهدف إلى حماية النشطاء ووسائل الإعلام المستقلة من الهجمات الإلكترونية. جمعت الشركة (افكار جوجل) فريقًا من مهندسي جوجل وعلماء الأبحاث ومديري المنتجات وخبراء السياسة لمعالجة هذه المشكلات. كما استضاف الفريق عددًا من المؤتمرات، كان آخرها «الصراع في سلسلة مائدة مستديرة عالمية متصلة»، بالشراكة مع مركز الإجراءات الوقائية التابع لمجلس العلاقات الخارجية.
خضعت الأفكار للتدقيق بسبب صلاتها بوزارة الخارجية الأمريكية  وأنشطتها الخاصة بتغيير النظام.

### جيغسو
في فبراير 2016، أعلن إريك شميت في منشور على موقع ميديوم  عن توسيع Google Ideas لتشمل حاضنة تقنية تسمى جيغسو Jigsaw. ووفقًا لشميدت فإن الاسم الجديد «يعكس إيماننا بأن حل المشكلات التعاوني ينتج أفضل الحلول» وأن مهمة الفريق «هي استخدام التكنولوجيا لمواجهة أصعب التحديات الجيوسياسية، بدءًا من مكافحة التطرف العنيف إلى إحباط الرقابة على الإنترنت إلى التخفيف من التهديدات المرتبطة بهجمات رقمية». وستستفيد الشركة أيضًا من المزيد من المواهب والموارد الهندسية لشركة ألفبائية لبناء منتجات أكثر تطورًا.

## المشاريع

### مشروع بريسبكتيف (وجهة النظر)
في فبراير 2017 ، أطلقت جيغسوا وجوجل واجهة برمجة تطبيقات Perspective المجانية، "أداة جديدة للناشرين على الويب لتحديد التعليقات السامة التي يمكن أن تقوض التبادل المدني للأفكار". باستخدام تقنية التعلم الآلي، يقدم بريسبكتيف درجة من صفر إلى 100 حول مدى تشابه التعليقات الجديدة مع التعليقات الجديدة التي تم تحديدها سابقًا على أنها سامة، ويتم تعريفها على أنها مدى احتمالية جعل التعليق شخصًا يترك محادثة. يمكن للناشرين استخدام المنظور بعدة طرق، بدءًا من تقديم تعليقات فورية للقراء حول مدى سمية تعليقاتهم إلى منح القراء القدرة على تصفية المحادثات بناءً على مستوى السمية التي يرغبون في رؤيتها. تدعي جيغسو أن "الذكاء الاصطناعي الخاص بها يمكنه على الفور إجراء تقييم" لسمية "العبارة بدقة أكثر من أي قائمة سوداء للكلمات الرئيسية، وأسرع من أي وسيط بشري. وشمل شركاء إطلاق بريسبكتيف نيويورك تايمز والغارديان والإيكونوميست وويكيبيديا. بدأ البحث على ويكيبيديا مناقشة حول الذكاء الاصطناعي في مشاريع ويكيميديا.
في يونيو 2017، أعلنت صحيفة نيويورك تايمز أنه نتيجة للشراكة مع الشركة، ستقدم صحيفة ذا تايمز تعليقات على جميع الأخبار المهمة وتوسع نطاق التعليقات إلى 80٪ من مقالاتها بحلول نهاية العام.

### مشروع الدرع (بروجيكت شيلد)
مشروع الدرع Project Shield هي خدمة مجانية لرفض الخدمة (anti-DDoS) ضد توزيع الخدمة تقدمها الشركة إلى مواقع الويب التي تحتوي على «محتوى متعلق بوسائل الإعلام والانتخابات وحقوق الإنسان». الهدف الرئيسي من المشروع هو خدمة «المواقع الإخبارية الصغيرة التي تفتقر إلى الموارد والمعرضة لوباء هجمات DDoS المتزايد على شبكة الإنترنت»، وفقًا لقائد الفريق جورج كونارد. إنه مشابه للخدمات التي تقدمها شركات مثل كلاود فلير. أعلنت جوجل في البداية عن Project Shield في مؤتمر الأفكار في 21 أكتوبر 2013. تم تقديم الخدمة في البداية فقط للمختبرين الموثوق بهم، ولكن في 25 فبراير 2016، فتحت جوجل الخدمة لأي موقع ويب مؤهل. تعمل الخدمة من خلال جعل موقع الويب يستخدم عنوان IP الخاص بـجوجل، ويتم توجيه حركة المرور من خلال وكيل عكسي مملوك لشركة جوجل يحدد حركة المرور الضارة ويصفيها.
يوفر بروجيكت شيلد لمواقع الاخبار وحقوق الإنسان ومواقع مراقبة الانتخابات الحماية من هجمات DDoS الإلكترونية من خلال نظام التخزين المؤقت (تخزين البيانات من موقع الويب المحمي لتقليل الحمل على الموقع). كما أنه يقوم بتصفية حركة المرور لإحباط هجمات DDoS. تم تصميم المشروع على منصة جوجل السحابية GPF  ويتم توفيره مجانًا للمواقع المؤهلة للصحفيين المستقلين وحقوق الإنسان ومواقع مراقبة الانتخابات لحمايتهم بغض النظر عن مواقعهم، ولدى بروجيكت شيلد اعتبارًا من أكتوبر 2016 مستخدمون في أوروبا وآسيا وأمريكا الشمالية وأفريقيا  أنقذ بروجيكت شيلد مدونة أمان برين كريبس من هجوم DDoS غير مسبوق في ذلك الوقت أدى إلى تعطيل موقع الويب تمامًا.
في مارس 2017، أطلقت شركة جيغسوا حملة بعنوان «احمي انتخاباتك» "Protect Your Election" ، وهي مجموعة من الأدوات المجانية للمساعدة في حماية الوصول إلى المعلومات أثناء الانتخابات. تتضمن هذه الأدوات درع جماية ومنبه لكلمات السر  والتحقق المكون من خطوتين.

### طريقة إعادة التوجيه (ريدايركت)
اسلوب إعادة التوجيه (ريدايركت) هي منهجية مفتوحة المصدر طورتها الشكرة بالشراكة مع Moonshot CVE ،  والتي تعزز منصة Google AdWords وYouTube لاستهداف مجندي داعش المحتملين وثنيهم عن الانضمام إلى المجموعة.
تدعي جيغسو أنه خلال مشروع تجريبي تم إجراؤه في أوائل عام 2016، كانت إعلاناتها أكثر فعالية بثلاث إلى أربع مرات من الحملة العادية، و «أولئك الذين نقروا قضوا أكثر من ضعف المدة في مشاهدة قوائم التشغيل الأكثر فاعلية من أفضل التقديرات لمدة الأشخاص عرض موقع يوتيوب ككل». نشرت جيغسو الخطوات التفصيلية للمنهجية بموجب ترخيص المشاع الابداعي Creative Commons على مستودع غيت هاب. تم تجريب طريقة إعادة التوجيه في البداية ضد داعش، ومنذ ذلك الحين تم نشر أسلوب إعادة التوجيه ضد العنصريين البيض  والمعلومات المضللة  بالشراكة مع مجموعات مثل رابطة مكافحة التشهير  و Moonshot CVE .

### مشروع اوت لاين
اوت لاين Outline هي أداة مفتوحة المصدر تتيح للمؤسسات الإخبارية توفير وصول آمن لشبكتها من الصحفيين إلى الإنترنت،  مدعوم من شادو سوكس ‏. تدعي جيغسوا أنه يمكن إعداد برنامج VPN على خادم خاص في غضون دقائق، حتى لو لم يكن المستخدم خبيرًا تقنيًا. وفقًا لـمجلة وايرد، «يهدف اوت لاين إلى توفير بديل لأدوات إخفاء الهوية الأقوى مثل Tor التي تعمل على إبطاء تصفح الويب من خلال ارتداد الاتصالات من خلال قفزات مشفرة متعددة حول العالم، وايضا توفير شبكات VPN التجارية التي يمكن أن تكون باهظ الثمن، كما يعرض معلومات المستخدمين الخاصة وسجل الإنترنت للخطر». تضيف مجلة وايردمجلة وايرد أنه نظرًا لأنه يمكن للمسؤولين إضافة مفاتيح سرية غير محدودة، فإن «Outline [هي] طريقة سهلة لتشغيل VPN لمؤسسة بأكملها، مثل مجموعة من النشطاء أو الصحفيين.» ميزة أخرى هي أن «مشروع اوت لاين» تتطلب الحد الأدنى من الصيانة، حيث «تقوم ميزة تسمى تقنيا Watchtower بالتحقق تلقائيًا من تحديثات الأمان وتثبيتها.» 

### مشروع إنترا
مشروع إنترا Intra، الذي تم إطلاقه في 3 أكتوبر 2018 ، هو DNS over HTTPS  لإصدارات نظام التشغيل Android 4.0 والإصدارات الأحدث التي تساعد على الحماية من هجمات التلاعب بـأسماء النطاقات نظام أسماء النطاقات (Domain Name System)  وهجمات شم SNI التي يستخدمها عادةً موفرو خدمة الإنترنت لفرض رقابة على مواقع الويب والتطبيقات والألعاب.

### مشاريع أخرى
تشمل مشاريع جيغسوا الأخرى التخلص من السموم والقاموس الجانبي (Sideways Dictionary) وتنبيه كلمة المرور وخدمة والاخبار غير المفلترة وخريطة الهجوم الرقمية والمونتاج.
عام 2016، عملت جيغسوا مع مؤسسة ويكيميديا على التخلص من السموم ، وهو مشروع يستخدم التعلم الآلي للمساعدة في فهم التحرش عبر الإنترنت بشكل أفضل على ويكيبيديا، مع تطبيقه على منصات الويب الأخرى  تمت إزالة الأداة في عام 2019 بسبب مخاوف بشأن دقتها.
في مارس 2017، دخلت جيغسوا في شراكة مع واشنطن بوست لإطلاق مشروع القاموس الجانبي Sideways Dictionary، وهو مجموعة من المقارنات التي يقودها المجتمع لشرح المصطلحات التقنية المعقدة. يتوفر قاموس Sideways Dictionary كملحق لمتصفح غوغل كروم وعلى صحيفة واشنطن بوست. 
يساعد تنبيه كلمة المرور على الحماية من هجمات التصيد الاحتيالي؛  وفقًا لـ وايرد، «قامت الشركة بتطويرها للنشطاء السوريين المستهدفين من قبل قراصنة صديقين للحكومة، ولكن عندما أثبتت فعاليتها، تم نشرها لجميع مستخدمي جوجل.» 
تستخدم خدمة الابخبار غير المفلترة Unfiltered.news «بيانات أخبار جوجل لتُظهر للمستخدمين ما هي الموضوعات التي لا يتم الإبلاغ عنها بشكل كافٍ أو التي تحظى بشعبية في مناطق حول العالم»،  وتعرض خريطة الهجوم الرقمي أهم الهجمات الرقمية في العالم في الوقت الفعلي.
المونتاج هو البرنامج الذي «يتيح المراسلين الحربيين والمنظمات غير الربحية على جمع وتحليل أشرطة فيديو يوتيوب لتعقب الصراعات وجمع الأدلة من انتهاكات حقوق الإنسان.»  في مايو 2016، أعلنت Jigsaw أنها تعاونت مع Vice News في سلسلة وثائقية من خمسة أجزاء تسمى Blackout لفحص حرية التعبير في جميع أنحاء العالم.
ساعدت جيغسوا أيضًا في تطوير CopCast ، وهو مشروع مفتوح المصدر يمكنه تحويل أي هاتف يعمل بنظام Android إلى نظام كاميرا يرتديه الجسم لتطبيق القانون. في يونيو 2017، ذكرت USA Today أن إدارة شرطة مدينة جيرزي مدينة ستوسع هذه التكنولوجيا إلى أكثر من 250 ضابطًا.